# Мерзер Шкода 305 mm
Мерзер Шкода 305 mm (модел 1911) је било једно од највећих артиљеријских оруђа, мерзер, за време Првог светског рата. Произвођен је у Чешкој фабрици Шкода за време Аустроугарске монархије и кориштен у аустроугарској војсци.

## Развој
Развој је почео 1906. године када је потписан уговор између Аустроугарске врховне команде и фабрике Шкода-Верк из Плзења. Главни услов произвођачу је био да се произведе оружје које ће моћи да пробије бетонске бункере изграђене у Италији и Белгији. Први прототип је завршен 1909. и тестиран је на тајном месту у Мађарској.

## Опис
Показало се, да је мина од 384 килограма могла да уништи до 2 метра дебеле бункере. На почетку је било неколико техничких проблема, али упркос томе Шкода је 1911. добила поруџбину за 24 мерзера.
Мерзер је био транспортован у 3 дела са 15 тонским трактором Шкода-Дајмлер. За дејство је био припремљен за 50 минута. Имао је два типа мина, пенетрирајућу од 384 килограма и шрапнелску од 287 килограма. Мина је правила рупу широку и дубоку до 8 метара и уништавала живу силу до 400 метара далеко.

## Историја употребе
Први пут Шкодин мерзер је употребљен на западном фронту, заједно са Круповим 380 mm хаубицама су уништили 12 белгијских бункера око Лијежа.
Године 1915. 10 таквих оруђа је учествовало у Макензеновој инвазији на Србију (Београд), једна од њих је данас растављена у Војном музеју Београда.
До краја рата на бојиштима било је 40 таквих мерзера, неки од њих и новији модели 305 mm/М16.